# Nucleaire chemie
Nucleaire chemie of kernchemie is een vakgebied binnen de chemie. Het houdt zich bezig met de bestudering en de synthese van radioactieve stoffen en het verval daarvan. Toepassingen zijn te vinden bij de medische diagnose, materiaalkunde, radiologische therapieën en de milieukunde.

## Geschiedenis
Chemici waren de eerste onderzoekers die radioactiviteitverschijnselen als alfastraling, bètastraling, radioactief verval en kernreacties onderzochten. Voorbeelden zijn de isolatie van radium en polonium uit uraniniet door de scheikundige Marie Curie en de ontdekking van de kernsplijting door Otto Hahn, Lise Meitner en Fritz Strassmann.